# Pink Friday: Reloaded Tour
Pink Friday: Reloaded Тур — второй концертный тур американской исполнительницы Ники Минаж, в поддержку второго студийного альбома певицы Pink Friday: Roman Reloaded и его переиздания  Pink Friday: Roman Reloaded – The Re-Up. Это был уже второй тур в поддержку альбома  Pink Friday: Roman Reloaded, до этого его предшествовал Pink Friday Tour, и изначально певица не хотела проводить второй тур, однако фанаты просили ее удлинить первый тур и в итоге было принято решение отправиться в еще один тур.
Тур был более крупным, чем Pink Friday Tour. Тур включал в себя более театральное шоу, большую сцену, большее количество танцоров и т.д. Первый концерт, который должен был пройти 13 сентября в Рио де Жанейро  был отменен, поэтому дальше предполагалось, что первые концерты пройдут в Австралии, а дальше турне продолжится в Европе, однако в Twitter Минаж написала, что начало тура будет отложено на 14 октября в Европе. Позже и эти даты были отменены и в итоге тур стартовал только 21 октября в Великобритании.

## Предпосылки и развитие
Через Твиттер Минаж было объявлено, что британская певица и полуфиналистка британского X Factor Миша Би будет выступать на разогреве в Соединенном Королевстве, и что Tyga, молодой партнер по лейблу Ники, также выступит на разогреве в европейской части тура.
1 августа 2012 года Минаж объявила, что тур начнется позже, чем планировалось, и это повлияет на даты октября в Австралии, Париже, Нидерландах, Швейцарии и Бельгии. Минаж сказала, что ей пришлось отложить эти даты, потому что она работала над "секретным проектом", позже выяснилось, что это American Idol, а причиной отмены европейских дат стали международные конфликты планирования.  Live Nation.com официально анонсировали перенесенные даты проведения этапа Reloaded Tour в Океании 6 августа 2012 года на их сайте.
Значит, кто на разогреве в Австралии и Новой Зеландии объявил, что он отменил свое появление в Новой Зеландии. Live Nation Entertainment, которая спонсировала Тур, объявила через свой Twitter, что Tyga не сможет присутствовать на концерте. Они подтвердили, что он не смог присутствовать из-за сложностей с организацией поездок, и что его гастрольная группа не успела вовремя приехать на концерт. Он извинился в тот же вечер, но Live Nation подтвердили, что он продолжит гастролировать по Австралии. Новозеландский артист Zowie и DJ Tim Phin заменили его на перформансе.
Минаж начала свой тур в Ноттингеме, Англия для ее первого концерта в туре. Во время исполнения песни "Va Va Voom" в Ноттингеме, произошел конфуз: грудь певицы выпала из бюстгальтера. Хотя зная об этом инцыденте, она продолжала выступать на шоу. Затем она обратилась к зрителям, сказав: "вы, ребята, видели мои сиськи раньше. вы ведь никому не скажете, правда?" Тем не менее, перед туром Ники предупредила публику, что и она, и танцоры могут показать что угодно во время выступления, сказав: "это наше первое шоу, так что извините, если сиськи выскочат или пенисы выскочат!" но помимо инцидента, поклонники все еще были в восторге и хвалили ее выступления. Она выступала в нарядах на следующий вечер в Манчестере, подобно тем, которые она носила на The Tonight Show with Jay Leno в июле.

## Разогрев
- Tyga[1] (Европе)
- Misha B (Великобритания)

## Сет лист
1. "Come On A Cone"
2. "Roman Reloaded"
3. "Beez in the Trap"
4. "Did It on 'Em"
5. "Up All Night" / "Make Me Proud"
6. "Moment 4 Life"
7. "The Boys"
8. "Muny" / "Raining Men" / "Dance (A$$)"
9. "Va Va Voom"
10. "Super Bass"
11. "Right Thru Me"
12. "Fire Burns"
13. "Save Me"
14. "Marilyn Monroe"
15. "Automatic"
16. "Pound the Alarm"
17. "Turn Me On"
18. "Take It to the Head" / "Mercy" / "Monster" / "Hold You"/ "Letting Go (Dutty Love)" / "Bottoms Up" / "Out of My Mind" / "I Luv Dem Strippers"
19. "Roman Holiday"
20. "Roman's Revenge"
21. "My Chick Bad" / "Go Hard" / "Itty Bitty Piggy"
22. "Freedom"
23. "I'm Legit"

###### На бис
24. "Starships"

## Даты концертов
| Дата             | Город      | Страна                       | Арена                         | На разогреве                |
| Океания          | Океания    | Океания                      | Океания                       | Океания                     |
| ---------------- | ---------- | ---------------------------- | ----------------------------- | --------------------------- |
| 28 сентября 2012 | Окленд     | Новая Зеландия               | Вектор Арена                  | Перенесен на 24 ноября 2012 |
| 1 октября 2012   | Аделаида   | Австралия                    | Adelaide Entertainment Centre | Перенесен на 27 ноября 2012 |
| 3 октября 2012   | Брисбен    | Австралия                    | Brisbane Entertainment Centre | Перенесен на 3 декабря 2012 |
| 5 октября 2012   | Сидней     | Австралия                    | Allphones Arena               | Перенесен на 30 ноября 2012 |
| 6 октября 2012   | Мельбурн   | Австралия                    | Hisense Arena                 | Перенесен на 5 декабря 2012 |
| 9 октября 2012   | Перт       | Австралия                    | Burswood Dome                 | Перенесен на 8 декабря 2012 |
| Европа           |            |                              |                               |                             |
| 14 октября 2012  | Париж      | Франция                      | Аккорхотелс Арена             | Отменен                     |
| 15 октября 2012  | Амстердам  | Нидерланды                   | Ziggo Dome                    | Отменен                     |
| 17 октября 2012  | Цюрих      | Швейцария                    | Халленштадион                 | Отменен                     |
| 18 октября 2012  | Брюссель   | Бельгия                      | Forest National               | Отменен                     |
| 21 октября 2012  | Ноттингем  | Великобритания               | Capital FM Arena              | Tyga Misha B                |
| 22 октября 2012  | Манчестер  | Великобритания               | Манчестер Арена               | Tyga Misha B                |
| 24 октября 2012  | Ливерпуль  | Великобритания               | Echo Arena Liverpool          | Tyga Misha B                |
| 25 октября 2012  | Newcastle  | Великобритания               | Metro Radio Arena             | Tyga Misha B                |
| 27 октября 2012  | Бирмингем  | Великобритания               | LG Arena                      | Tyga Misha B                |
| 28 октября 2012  | Newcastle  | Великобритания               | Metro Radio Arena             | Tyga Misha B                |
| 30 октября 2012  | Лондон     | Великобритания               | O2 Арена                      | Tyga Misha B                |
| 2 ноября 2012    | Manchester | Великобритания               | Manchester Arena              | Tyga Misha B                |
| 3 ноября 2012    | Sheffield  | Великобритания               | Motorpoint Arena Sheffield    | Tyga Misha B                |
| 5 ноября 2012    | Дублин     | Ирландия                     | The O2                        | Tyga Misha B                |
| 7 ноября 2012    | Кардифф    | Великобритания               | Motorpoint Arena Cardiff      | Tyga Misha B                |
| Океания          |            |                              |                               |                             |
| 24 ноября 2012   | Окленд     | Новая Зеландия               | Vector Arena                  | Zowie                       |
| 27 ноября 2012   | Аделаида   | Австралия                    | Adelaide Entertainment Centre | Tyga                        |
| 30 ноября 2012   | Сидней     | Австралия                    | Sydney Entertainment Centre   | Tyga                        |
| 3 декабря 2012   | Брисбен    | Австралия                    | Brisbane Entertainment Centre | Tyga                        |
| 5 декабря 2012   | Мельбурн   | Австралия                    | Rod Laver Arena               | Tyga                        |
| 8 декабря 2012   | Перт       | Австралия                    | Perth Arena                   | Tyga                        |
| Азия             |            |                              |                               |                             |
| 28 декабря 2012  | Дубай      | Объединенные Арабски Эмираты | Meydan Racecourse             | —                           |